# Bergsøya (Gjemnes)
Bergsøya er en ø i Gjemnes kommune i Nordmøre, og ligger yderst i Sunndalsfjorden i Norge.
Bergsøya havde tidligere kun forbindelse til fastlandet med færge nogle gange hver dag. Efter at Kristiansunds fastlandsforbindelse, KRIFAST, blev åbnet i 1992 er Bergsøya blevet regionens trafikale knudepunkt. Bomstationen for KRIFAST er placeret på Bergsøya.
Fra Bergsøya går
- Freifjordtunnelen i retning mod Kristiansund.
- Gjemnessundbroen, en hængebro som går i retning mod Molde og Ålesund.
- Bergsøysundbroen, en flydebro som giver forbindelse fra Bergsøya til Aspøya og Tingvoll-halvøen.

Gjemnessundbroen og Bergsøysundbroen er del af E39, kystsvejen fra Kristiansand til Trondheim. Freifjordtunnelen er del af Riksvei 70 som går fra Kristiansund til Oppdal.